# معرض آسيا للطيران والفضاء

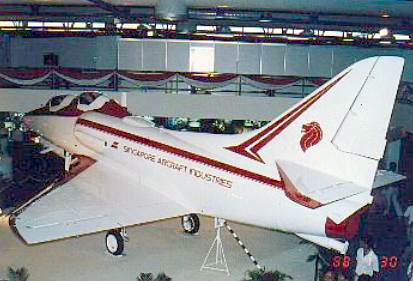

معرض آسيا للطيران والفضاء، (Asian Aerospace). (AA). هو معرض تجاري دولي للأعمال التجارية في مجال الطيران. يقيم حاليا في هونغ كونغ، فقد عقدت في سنغافورة منذ عام 1981 حتى الخلافات بين المشاركين في تنظيم ريد للمعارض مع شركة سنغافورة للتكنولوجيا الهندسية المحدودة في عام 2006 مما اضطر إلى انتقالها من عام 2007.

## خلفية تاريخية
استقرت آسيا للطيران في مركز شانغي للمعارض بالقرب من مطار شانغي بسنغافورة، حيث تم استضافته لأول مرة في عام 1981. ثم أصبح المعرض الرئيسي الوحيد في آسيا ، وأصبح ثالث أكبر معرض جوي في العالم ، وقد وصفه منظموه بأنه «ثاني عرض جوي مؤثر في العالم». وقد احتضنت الشركة مرة واحدة كل عامين ، وتضم 759 شركة عرض من 37 دولة ، وبلغ إجمالي عدد الزوار التجاريين 26،814 زائراً من 81 دولة ، وتم إبرام صفقات تجارية بقيمة 3.52 مليار دولار أمريكي في عام 2004.